# Thus

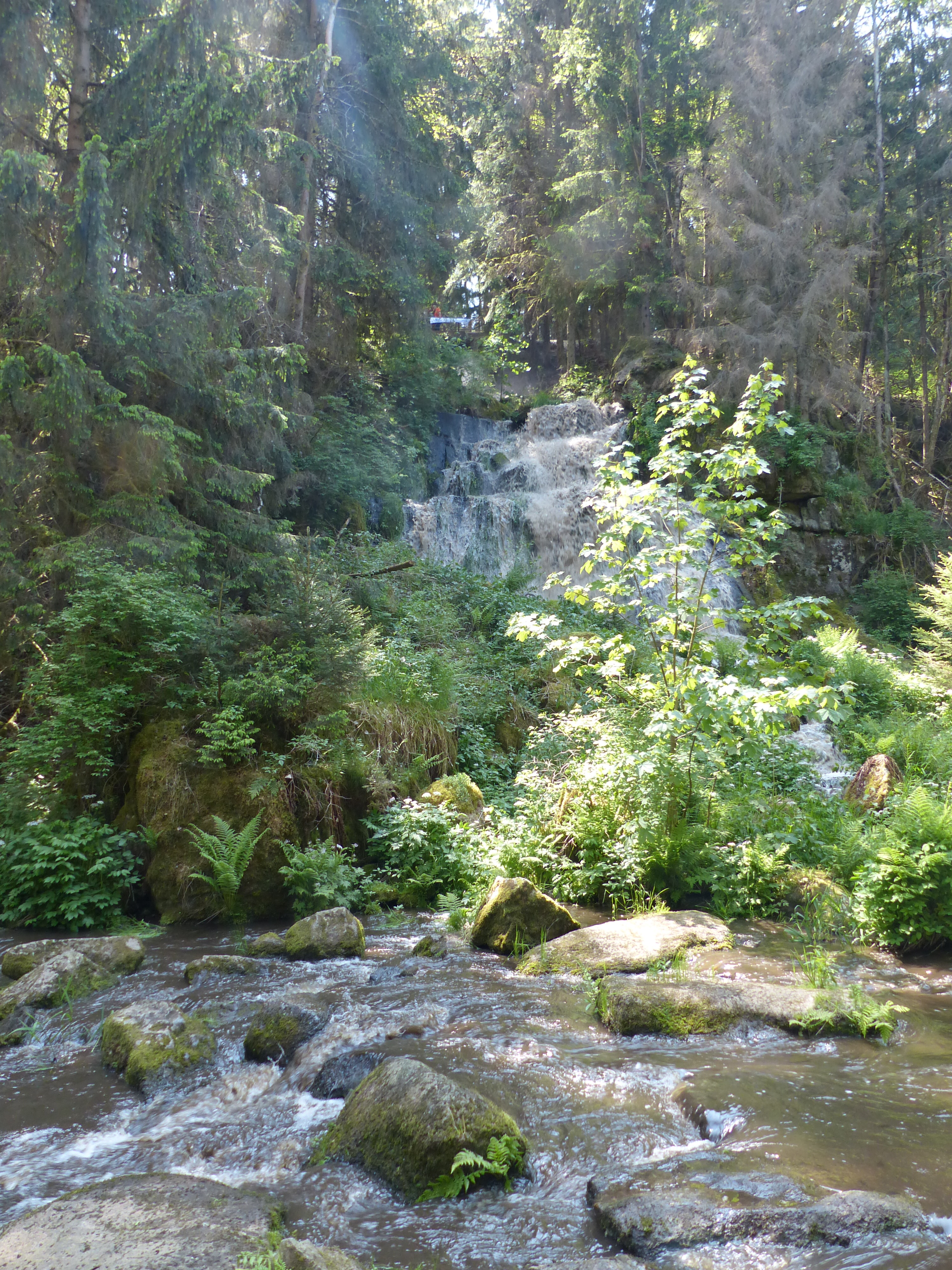
Thusfall

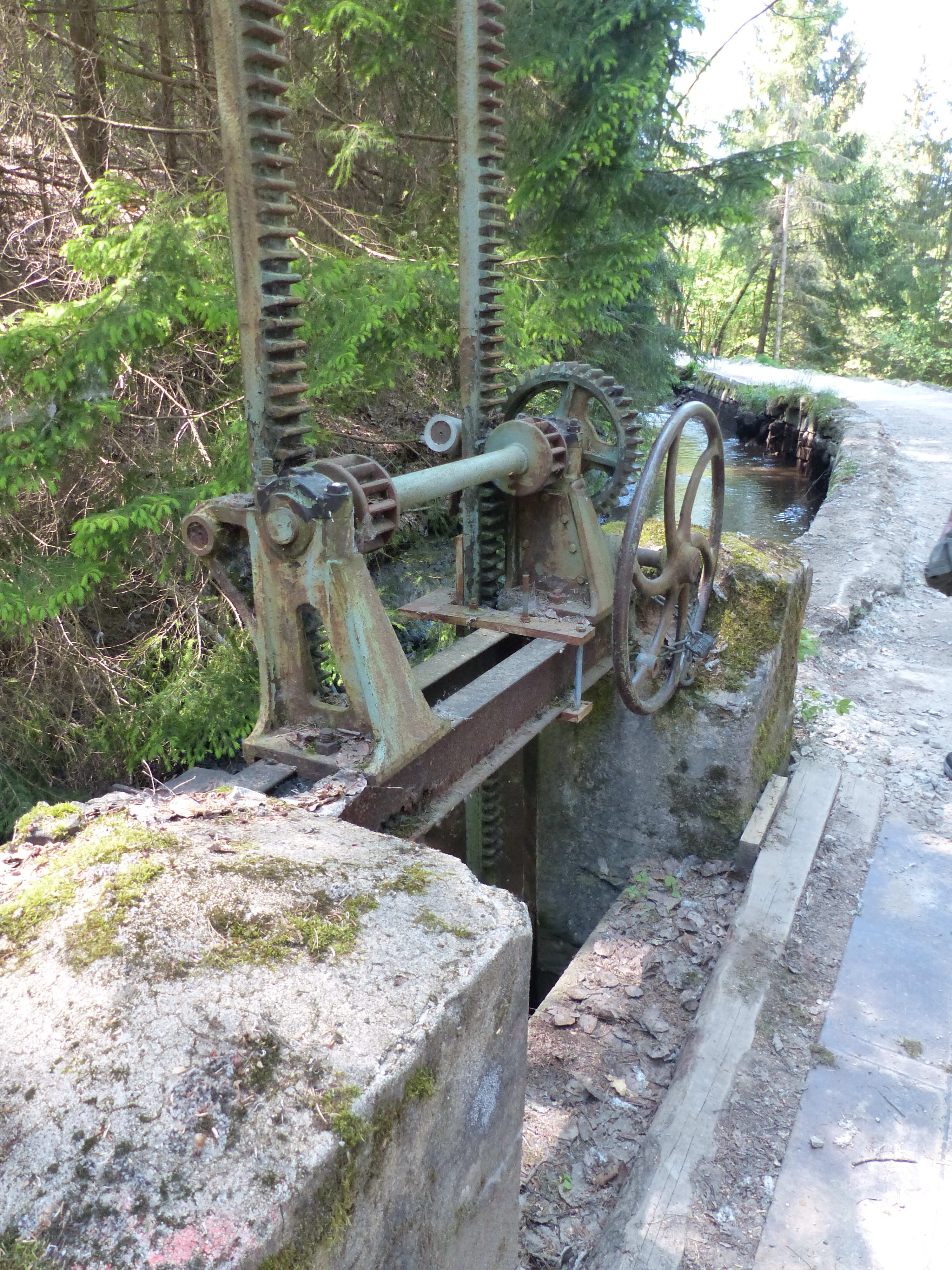
Schleuse und Kanal oberhalb des Wasserfalls

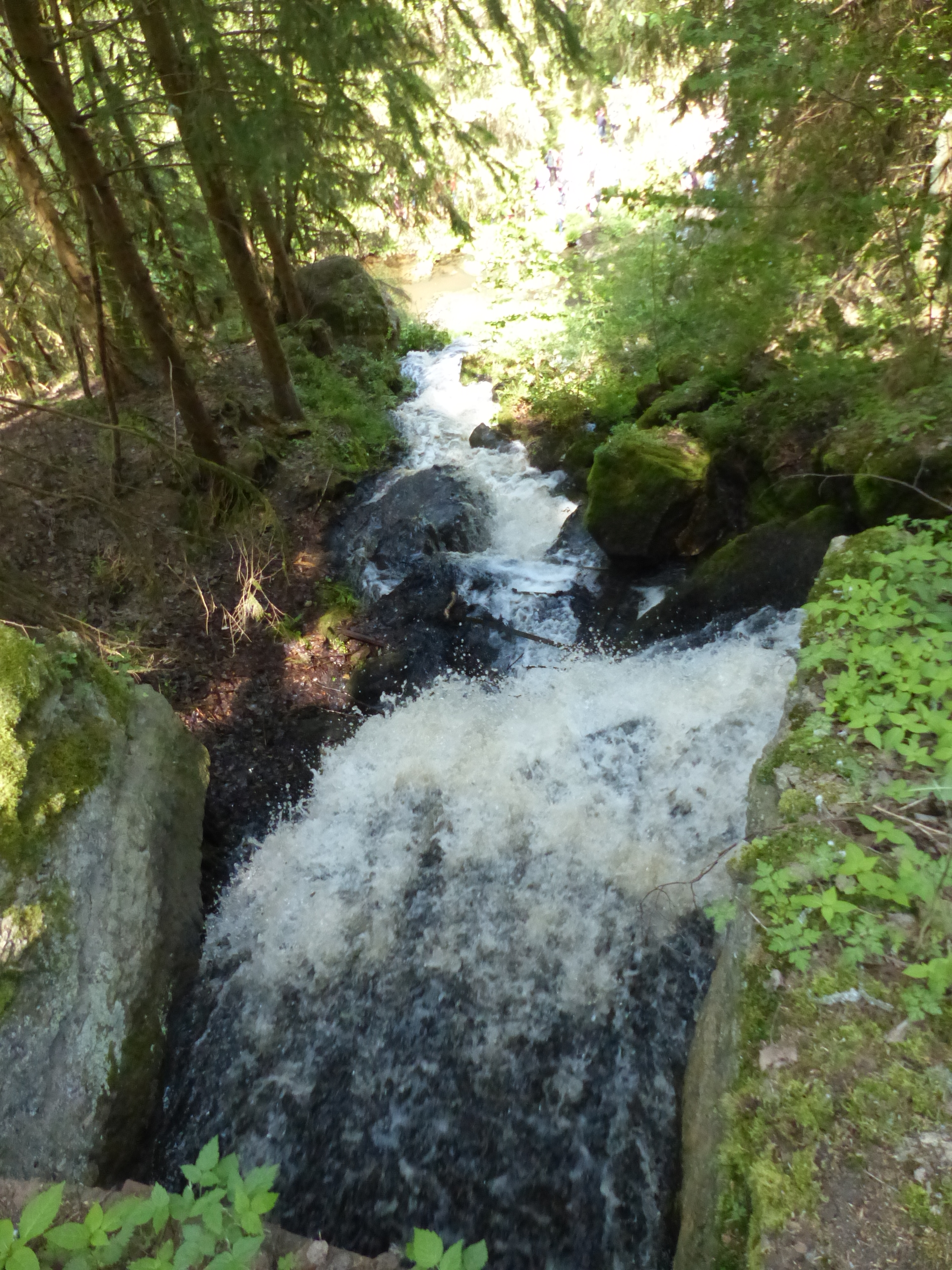
Wasserfall von oben

Als Thus bezeichnet man eine Engstelle der Eger nordwestlich von Röslau. Oft wird der Name auch für die nähere Umgebung verwendet; so heißt der Wald in diesem Bereich Thuswald. Nahe dem Thus befindet sich der Gemeindeteil Thusmühle.

## Geschichte
Eine frühe Erwähnung fand die Thusmühle im Jahr 1652, als Philipp von Waldenfels das Rittergut Oberröslau erwarb und damit auch „Düßel Mühlstet“. Um diese Mühle bildete sich eine Siedlung, die später ihren Namen annahm. Ein weiteres Mal wurde die Mühle 1787 als „Walkmühle mit zwei Mahlgängen und einem Schneidgang“ erwähnt. 1859 wurde eine Pechhütte genannt; 1893 bat Oskar Böttcher die Gemeinde Oberröslau um die Erlaubnis, eine Pappenfabrik im Thuswald zu bauen. In anderen Quellen ist vom Bau der Pappenfabrik bereits 1886 die Rede, bzw. 1834 in Verbindung mit der Anlegung eines Wassergrabens. Seit 1972 wird die Thusmühle nicht mehr betrieben.

## Thusfall
Das Wasser, das die Pappenfabrik benötigte, wurde aus der Eger bezogen. Dafür grub man einen Kanal von der Eger unterhalb des heutigen Weißenstädter Ortsteils Franken bis zur Fabrik. 250 Meter westlich der Produktionsstätte befindet sich der Überlauf, der Thusfall, über den das Wasser 28 Meter tief über Granitfelsen zurück in die Eger stürzt. 1923 und 1924 wurde der Thusfall zur Naturbühne, auf der die Operette Die Winzerliesel aufgeführt wurde. Seit 1928 wird jährlich am Pfingstsonntag das Thusfest mit Musik und Bewirtschaftung gefeiert. Mittlerweile wird der Wasserfall nur noch an diesem Tag eingeschaltet.